# Decene
Die Decene zählen in der Chemie zur Stoffgruppe der Alkene. Sie besteht aus mehreren isomeren Verbindungen mit der Summenformel C10H20 und einer Doppelbindung. Theoretisch gibt es 377 Strukturisomere.

## Vertreter
Die linearen (unverzweigten) Vertreter sind 1-Decen, 2-Decen, 3-Decen, 4-Decen und 5-Decen.
| Gefahrensymbol |

| Gefahrensymbol | Gefahrensymbol |

| Gefahrensymbol | Gefahrensymbol |

| Gefahrensymbol | Gefahrensymbol |

## Gewinnung und Darstellung
Lineare Decene können durch die partielle Reduktion von Alkylacetylenen dargestellt werden, wobei je nach Reaktionsbedingungen nur die trans-Form (zum Beispiel bei 5-Decen) entsteht. Die cis-Olefine können jedoch aus den trans-Olefinen durch Chlorierung der letzteren, Abspaltung von Chlorwasserstoff und anschließende Dechlorierung des Chlorolefins mit Natrium in flüssigem Ammoniak hergestellt werden. Darüber hinaus kann 1-Decen durch Erhitzen mit Natrium und etwas Chlortoluol fast vollständig zu Decenen mit internen Doppelbindungen isomerisiert werden. Verschiedene andere Synthesevarianten sind ebenfalls bekannt. Sie entstehen auch bei der Pyrolyse von organischen Verbindungen, wie zum Beispiel 1-Chlordecan, 1-Fluordecan, 1-Bromdecan und Triolein.

## Verwendung
1-Decen wird als Comonomer und als Zwischenprodukt zur Herstellung einer Reihe von weiteren Verbindungen für Aromen, Parfum, Pharmazeutika, Farbstoffe, Öle und Harze verwendet. Das aus der Verbindung synthetisierte hydrierte Poly-1-decen  (E 907) ist als Überzugsmittel für Zuckerwaren und Trockenfrüchte zugelassen.

## Vorkommen
1- und 2-Decen kommen in Zigarettenrauch, 1- und 4-Decen in Schieferölen vor.